# La Forest-Landerneau
 La Forest-Landerneau  (en bretón Ar Forest-Landerne) es una población y comuna francesa, situada en la región de Bretaña, departamento de Finisterre, en el distrito de Brest y cantón de Landerneau.

## Demografía
| 893 | 930 | 1160 | 1384 | 1619 | 1595 |
| Para los censos de 1962 a 1999 la población legal corresponde a la población sin duplicidades (Fuente: INSEE [Consultar]) |     |      |      |      |      |